# Kyra Condie

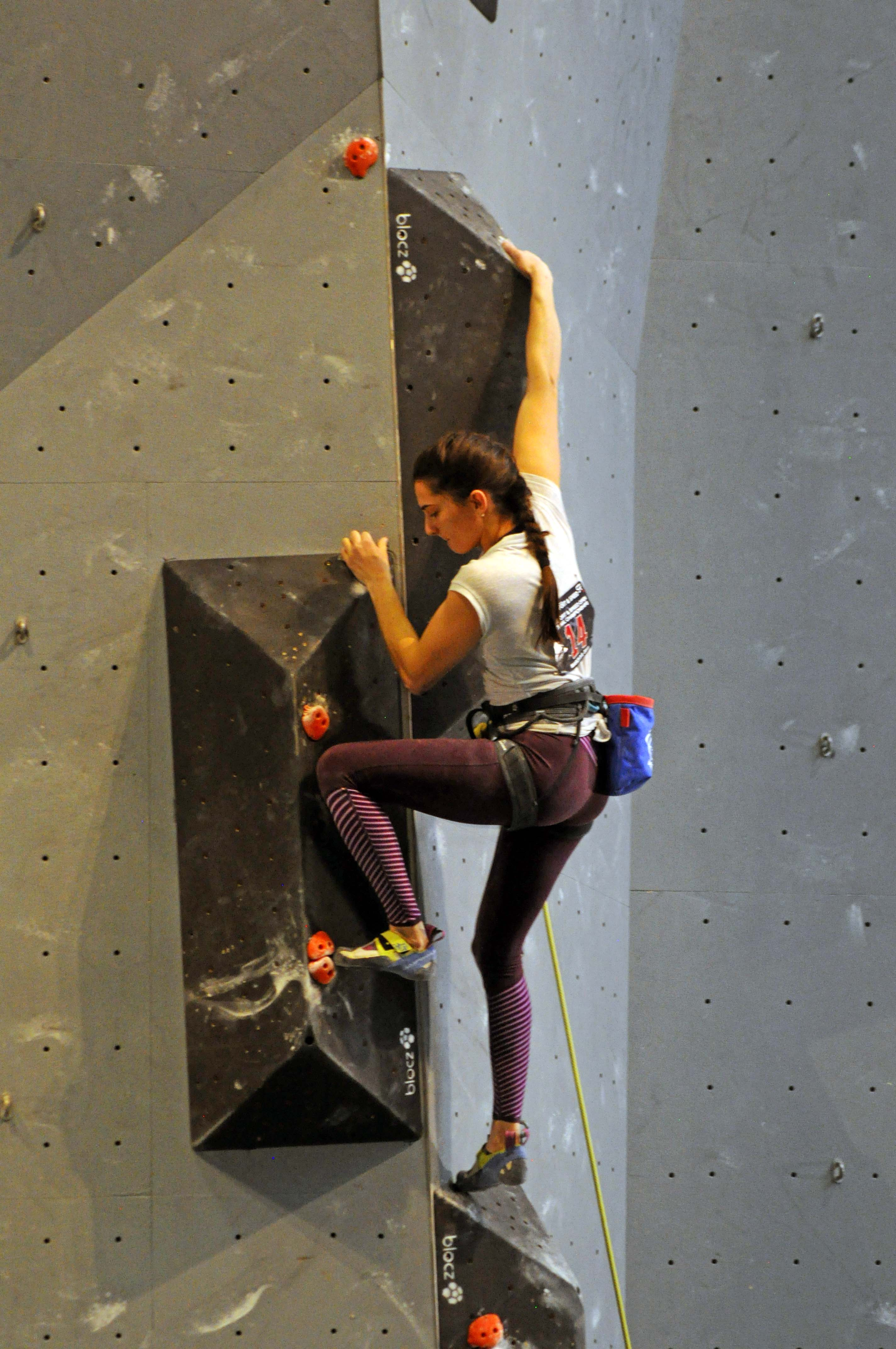
Mistrzostwa USA 2019 Kyra Condie w boulderingu (złoty medal).

Kyra Condie (ur. 5 czerwca 1996 w Shoreview w stanie Minnesota) – amerykańska wspinaczka sportowa. Specjalizuje się boulderingu oraz we wspinaczce łącznej. Mistrzyni Ameryki w 2018 roku.

## Kariera sportowa
W  2018 roku w Guayaquil zdobyła zloty medal Mistrzostw Ameryki we wspinaczce łącznej.
W 2019 roku w Tuluzie na światowych kwalifikacjach do igrzysk olimpijskich zajęła siódme miejsce, które zapewniało kwalifikacje na IO 2020 w Tokio.
W wieku 13 lat przeszła operację kręgosłupa (skolioza). Absolwentka Uniwersytetu w Minnesocie.

## Osiągnięcia

### Mistrzostwa świata
| Konkurencje       | 2016 | 2018  | 2019 |
| Bouldering        | 36   | 25-26 | 14   |
| Prowadzenie       | 37   | 31-33 | 40   |
| Wsp. na czas      | 29   | 34    | 32   |
| Wspinaczka łączna | 5    | 14    | 25   |

### Mistrzostwa Ameryki
| Konkurencje       | 2018 | 2020 |
| Bouldering        | 6    |      |
| Prowadzenie       | 4    |      |
| Wsp. na czas      | 5    |      |
| Wspinaczka łączna | 1    | —    |